# Noureddine El Gourch
Noureddine El Gourch (arab. نور الدين الكرش, ur. 6 stycznia 1986) – marokański piłkarz, grający jako środkowy napastnik.

## Klub

### Początki
Zaczynał karierę w Rachadzie Bernoussi, gdzie grał do 2009 roku.

### FAR Rabat
23 sierpnia 2009 roku przeniósł się do FAR Rabat.
W sezonie 2011/2012 (pierwszym w bazie Transfermarkt) zagrał dwa mecze.
W sezonie 2013/2014 rozegrał 3 mecze.

### Kawkab Marrakesz
23 sierpnia 2011 roku został wypożyczony do Kawkabu Marrakesz.
W sezonie 2013/2014 zagrał 9 meczów, strzelił gola i miał asystę.
13 stycznia 2014 roku podpisał kontrakt z zespołem z Marrakeszu. Zagrał jeden mecz.

### Hassania Agadir
1 września 2014 roku przeszedł do Hassanii Agadir. W tym zespole zadebiutował 3 stycznia 2015 roku w meczu przeciwko FUS Rabat (wygrana 2:1). W debiucie strzelił gola – do siatki trafił w 55. minucie. Pierwszą asystę zaliczył 25 marca 2015 roku w meczu przeciwko Raja Casablanca (zwycięstwo 1:2). Asystował przy bramce Ismaila El Haddada w 17. minucie. Łącznie zagrał 23 mecze, strzelił 9 goli i raz asystował.

### Powrót do Kawkabu
1 lipca 2016 roku powrócił do Kawkabu Marrakesz.

### Chabab Atlas Khénifra
20 sierpnia 2016 roku został zawodnikiem Chababu Atlas Khénifra. W tym zespole zadebiutował 25 września 2016 roku w meczu przeciwko Raja Casablanca (1:1). W debiucie strzelił gola – do siatki trafił w 93. minucie. Pierwszą asystę zaliczył 2 grudnia 2016 roku w meczu przeciwko FUS Rabat (porażka 1:3). Asystował przy bramce Ibrahima Largou w 8. minucie. Łącznie zagrał 22 mecze, strzelił 7 goli i miał dwie asysty.

### Moghreb Tétouan
1 lipca 2017 przeszedł do Moghrebu Tétouan. W tym klubie zadebiutował 10 września 2017 roku w meczu przeciwko Olympic Safi (2:2). Został zmieniony przez Mohameda Tsouliego w 57. minucie. Pierwszego gola strzelił 24 marca 2018 roku w meczu przeciwko FAR Rabat (1:0). Do siatki trafił w 3. minucie. Łącznie zagrał 14 meczów i strzelił gola.

### Dalsza kariera
1 stycznia 2019 roku przeszedł do JS de Kasba Tadla. 1 stycznia 2020 roku został zawodnikiem Olympique Marrakesz. W sezonie 2021/2022 zakończył karierę.